# لوكهيد مارتن إكس-35
 لوكهيد مارتن إكس-35 (بالإنجليزية: Lockheed Martin X-35)‏ هي طائرة تجريبية مقاتلة متعددة الأغراض، شاركت في منافسة جوينت سترايك فايتر. وفازت بالمنافسة أمام نموذج مقاتلة بوينغ إكس-32 وقد تم تطويرها في وقت لآحق لتصبح لوكهيد مارتن إف-35 لايتنيغ الثانية. أنتجت في الولايات المتحدة. من صناعة لوكهيد مارتن. كانت تستخدم بشكل أساسي من قبل وكالة مشاريع أبحاث الدفاع المتقدمة. كان أول طيران لها في 24 أكتوبر 2000.